# 優しく愛して
『優しく愛して』（やさしくあいして、フランス語: L'Amour en douce）は、エドゥアール・モリナロ監督により1984年に制作され、1985年に公開されたフランスのコメディ映画。

## あらすじ
エクス＝アン＝プロヴァンスの若い弁護士マルク (Marc) は、妻ジャンヌ (Jeanne) をほったらかして、仲間と一緒に、夜ごと、酒とカードに興じていた。事を察していた若妻ジャンヌは、これを放っておいたのだが、遂に夫が別の女と寝ている現場を目撃する。怒った妻に、夫婦で住んでいた家から追い出されたマルクは、ホテル住まいを余儀なくされる。自責の念に駆られたマルクは、ジャンヌとよりを戻そうとするが、うまく行かない。弁護士事務所の上司ラヴィニャック (Ravignac) の言いつけで、彼の愛人である魅力的なコールガールのサマンタ (Samantha) を空港へ迎えに行くことになったマルクは、さらに凹まされることに...。

## キャスト
- ダニエル・オートゥイユ - マルク・デルマス (Marc Delmas)
- ジャン＝ピエール・マリエール - アントワーヌ・ガルニエ (Antoine Garnier)、ジャンヌの友人
- エマニュエル・ベアール - サマンタ・ルパージュ (Samantha Lepage)、コールガール
- ソフィー・バルジャック -ジャンヌ・デルマス (Jeanne Delmas)
- ダニエル・チェカルディ (Daniel Ceccaldi) - 所長ラヴィニャック (Ravignac)
- マチュー・カリエール (Mathieu Carrière) - カール (Carl)
- ロジェ・デュマ (Roger Dumas) - ジョルジュ (Georges)
- Claude Villers - マリオ (Mario)
- Jean-Michel Dupuis - ジャック (Jacques)
- Michel Robin - ガブリエル (Gabriel)
- Blanchette Brunoy - メメ・オデット (Mémé Odette)
- Renée Faure - タント・テレーズ (Tante Thérèse)
- Marie-Anne Chazel - ジョシャン (Josyane)
- Evelyne Dandry - ブリジット (Brigitte)
- Jean-Claude Martin - アンリ (Henri)
- Maka Kotto - フランソワ (François)
- François Domange - フィセル (Ficelle)
- Thuy An Luu - タン (Tang)
- Valérie Vezzo - サバン (Sabine)
- Yvette Étiévant - クレール (Claire)
- Chrystelle Labaude - レズビアンの女
- Pascale Charolais - ホテルの娘
- Elisabeth Jubiot - ホテルの女
- Béatrice Roussio - Air-Inter ホテルの女
- Rémy Gorrez - 受付嬢

## 関連作品
ダニエル・オートゥイユは、この映画の主題歌「Que la vie me pardonne」を歌っている。